# (35529) 1998 FU69
1998 FU69 (asteroide 35529) é um asteroide da cintura principal. Possui uma excentricidade de 0.16713480 e uma inclinação de 8.14693º.
Este asteroide foi descoberto no dia 20 de março de 1998 por LINEAR em Socorro.